# Coupe de France de football 1947-1948
Navigation
Coupe de France 1946-1947 Coupe de France 1948-1949
La Coupe de France de football 1947-1948 a été remportée par le Lille OSC.

## Calendrier
- 4e tour: ?
- 5e tour: dimanche 14 décembre 1947[1]
- 1/32es de finale (5e tour): dimanche 4 janvier 1948[2] (tirage au sort le mercredi 17 décembre[3])

## Résultats

### Quatrième tour
Seuls sont indiqués dans cet article les résultats des clubs professionnels au 4e tour.
| Division        | Club             | Score      | Club                  | Division        |
| --------------- | ---------------- | ---------- | --------------------- | --------------- |
| DH (D3)         | CS Le Thillot    | 5 - 1      | RCFC Besançon         | Division 2 (D2) |
| DH (D3)         | ES La Ciotat     | 2 - 1 a.p. | AS Avignon            | Division 2 (D2) |
| DH (D3)         | VS Chartres      | 0 - 4      | CA Paris              | Division 2 (D2) |
| DH (D3)         | CO Castelnaudary | 2 - 4      | FC Sète               | Division 1 (D1) |
|                 | US Tourcoing     | 1 - 4      | Amiens AC             | Division 2 (D2) |
| Division 2 (D2) | SA Douai         | 4 - 1      | SC Aniche             | DH (D3)         |
|                 | Saint-Aubin      | 1 - 5      | FC Rouen              | Division 2 (D2) |
| Division 1 (D1) | Stade rennais UC | 7 - 1      | Stade léonard         | DH (D3)         |
| DH (D3)         | FC Lorient       | 1 - 3      | RC Paris              | Division 1 (D1) |
| Division 1 (D1) | SO Montpellier   | 5 - 1      | Saint-Tropez          | DH (D3)         |
| Division 2 (D2) | AS Béziers       | 2 - 0      | JO Bourrassol         | DH (D3)         |
| Division 2 (D2) | Nîmes Olympique  | 2 - 1 a.p. | Hyères FC             | DH (D3)         |
|                 | OGC Nice         | 9 - 2      | Saint-André Marseille |                 |

### Cinquième tour
Seuls sont indiqués dans cet article les résultats des clubs professionnels au 5e tour.
| Division        | Club                      | Score      | Club                  | Division        |
| --------------- | ------------------------- | ---------- | --------------------- | --------------- |
| Division 2 (D2) | Nîmes Olympique           | 2 - 1 a.p. | Hyères FC             | DH (D3)         |
| Division 1 (D1) | FC Nancy                  | 3 - 0      | CS Blénod             |                 |
| Division 1 (D1) | Toulouse FC               | 5 - 1      | Stade montois         | DH (D3)         |
| Division 1 (D1) | RC Paris                  | 13 - 0     | US Quevilly           |                 |
|                 | AS Brignoles              | 1 - 2 a.p. | SO Montpellier        | Division 1 (D1) |
| Division 1 (D1) | FC Sète                   | 6 - 0      | CO Perpignan          |                 |
| Division 1 (D1) | Olympique alésien         | 4 - 0      | AS Monaco             |                 |
| PH (D4)         | FC Villefranche-sur-Saône | 0 - 4      | AS Saint-Étienne      | Division 1 (D1) |
| DH (D3)         | CO Saint-Chamond          | 3 - 1      | Lyon OU               | Division 2 (D2) |
| DH (D3)         | ES Castres                | 5 - 4 a.p. | AS Béziers            | Division 2 (D2) |
| Division 2 (D2) | Amiens AC                 | 3 - 2      | Ruch Carvin           | DH (D3)         |
| DH (D3)         | Hesdin                    | 2 - 4      | SA Douai              | Division 2 (D2) |
| Division 2 (D2) | RC Lens                   | 8 - 2      | US Bruay-la-Buissière | DH (D3)         |
| DH (D3)         | ES Pure-Messempré         | 1 - 5      | AS Troyes-Savinienne  | Division 2 (D2) |
| Division 2 (D2) | FC Nantes                 | 9 - 0      | SC Poitiers           | DH (D3)         |
| Division 2 (D2) | CA Paris                  | 4 - 0      | Stade briochin        | DH (D3)         |
| Division 2 (D2) | SR Colmar                 | 4 - 0      | CA Pontarlier         | DH (D3)         |
| Division 1 (D1) | FC Rouen                  | 5 - 0      | Deville               | PH (D4)         |
| DH (D3)         | Stade lamballais          | 1 - 3      | Stade rennais UC      | Division 1 (D1) |

### Trente-deuxièmes de finale
| Division                    | Club                       | Score      | Club                  | Division        |
| --------------------------- | -------------------------- | ---------- | --------------------- | --------------- |
| Division 1 (D1)             | SO Montpellier             | 2 - 1      | RC Strasbourg         | Division 1 (D1) |
| Division 2 (D2)             | Angers SCO                 | 2 - 1      | CO Roche-la-Molière   | DH (D3)         |
| Division 1 (D1)             | RC Paris                   | 7 - 2      | ES Castres            | DH (D3)         |
| Division 1 (D1)             | Stade français             | 1 - 1 a.p. | FC Nantes             | Division 2 (D2) |
| DH (D3)                     | Stade quimpérois           | 5 - 1 a.p. | UF Barbezieux         | PH (D4)         |
| Division 1 (D1)             | Stade de Reims             | 1 - 0      | US Le Mans            | Division 2 (D2) |
| Division 1 (D1)             | Stade rennais UC           | 1 - 1 a.p. | CO Roubaix-Tourcoing  | Division 1 (D1) |
| Division 2 (D2)             | FC Rouen                   | 6 - 1      | SO Mazamet            | DH (D3)         |
| DH (D3)                     | CO Saint-Chamond           | 5 - 0      | SO Merlebach          | DH (D3)         |
| Division 1 (D1)             | FC Sochaux-Montbéliard     | 1 - 1 a.p. | Red Star OA           | Division 1 (D1) |
| DH (D3)                     | CS Le Thillot              | 5 - 1      | CSC Hirson            | PH (D4)         |
| Division 1 (D1)             | Toulouse FC                | 1 - 0      | Paris UC              | DH (D3)         |
| Division 2 (D2)             | AS Troyes-Savinienne       | 1 - 0      | ES Thaon-les-Vosges   | DH (D3)         |
| PH (D4)                     | CA Valenciennes            | 2 - 1 a.p. | ES Juvisy-sur-Orge    | DH (D3)         |
|                             | ES Versailles              | 7 - 2      | GC Angoulême          | DH (D3)         |
| Division 2 (D2)             | CA Paris                   | 2 - 1      | CS Alençon            | PH (D4)         |
| Division 2 (D2)             | Nîmes Olympique            | 6 - 1      | SC Orange             | DH (D3)         |
| Division 2 (D2)             | OGC Nice                   | 1 - 1 a.p. | Olympique alésien     | Division 1 (D1) |
| PH (D4)                     | AS Bayeux                  | 4 - 0      | ES Audenge            | DH (D3)         |
| DH (D3)                     | Stade béthunois            | 3 - 1 a.p. | ES Bully-les-Mines    | DH (D3)         |
| Division 2 (D2)             | FC Girondins de Bordeaux   | 4 - 0      | Stade bordelais       | DH (D3)         |
| Division 1 (D1)             | AS Cannes-Grasse           | 3 - 0      | SO Cholet             | DH (D3)         |
| DH (D3)                     | FC Dieppe                  | 3 - 1      | SC Choisy-le-Roi      | PH (D4)         |
| DH (D3)                     | FC Gueugnon                | 4 - 3 a.p. | AS Aix-en-Provence    | DH (D3)         |
| Division 2 (D2)             | Le Havre AC                | 1 - 0      | US Valenciennes-Anzin | Division 2 (D2) |
| Division 1 (D1)             | FC Nancy                   | 2 - 1      | AS des Charentes      | Division 2 (D2) |
| Division 1 (D1)             | FC Metz                    | 1 - 1 a.p. | SA Douai              | Division 2 (D2) |
| Division 1 (D1)             | Olympique de Marseille     | 5 - 2      | FC Sète               | Division 1 (D1) |
| Division 1 (D1)             | Lille OSC                  | 7 - 0      | EDS Montluçon         | DH (D3)         |
| Division 2 (D2)             | RC Lens                    | 3 - 0      | AS Saint-Étienne      | Division 1 (D1) |
| Division 2 (D2)             | SR Colmar                  | 1 - 0      | Amiens AC             | Division 2 (D2) |
| DH (D3)                     | Olympique de Saint-Quentin | 6 - 1      | US Melun              |                 |
| Matches rejoués             |                            |            |                       |                 |
| Division 1 (D1)             | Stade français FC          | 1 - 0      | FC Nantes             | Division 2 (D2) |
| Division 1 (D1)             | Stade rennais UC           | 2 - 2 a.p. | CO Roubaix-Tourcoing  | Division 1 (D1) |
| Division 1 (D1)             | FC Sochaux-Montbéliard     | 3 - 0      | Red Star OA           | Division 1 (D1) |
| Division 2 (D2)             | OGC Nice                   | 0 - 0 a.p. | Olympique alésien     | Division 1 (D1) |
| Division 1 (D1)             | FC Metz                    | 3 - 0      | SA Douai              | Division 2 (D2) |
| Matches rejoués une 3e fois |                            |            |                       |                 |
| Division 1 (D1)             | Stade rennais UC           | 3 - 0      | CO Roubaix-Tourcoing  | Division 1 (D1) |
| Division 2 (D2)             | OGC Nice                   | 5 - 1      | Olympique alésien     | Division 1 (D1) |

### Seizièmes de finale
| Division        | Club                     | Score      | Club                    | Division        |
| --------------- | ------------------------ | ---------- | ----------------------- | --------------- |
| Division 2 (D2) | Angers SCO               | 3 - 3 a.p. | Olympique de Marseille  | Division 1 (D1) |
| Division 2 (D2) | AS Troyes-Savinienne     | 3 - 1      | CO Saint-Chamond        | DH (D3)         |
| Division 1 (D1) | FC Sochaux-Montbéliard   | 6 - 1      | CS Le Thillot           | DH (D3)         |
| Division 1 (D1) | Stade rennais UC         | 4 - 2      | Nîmes Olympique         | Division 2 (D2) |
| Division 1 (D1) | Stade de Reims           | 2 - 2 a.p. | Le Havre AC             | Division 2 (D2) |
| Division 1 (D1) | Stade français FC        | 4 - 0      | CA Paris                | Division 2 (D2) |
| Division 1 (D1) | RC Paris                 | 4 - 3      | AS Cannes-Grasse        | Division 1 (D1) |
| Division 2 (D2) | OGC Nice                 | 4 - 2      | Stade quimpérois        | DH (D3)         |
| Division 1 (D1) | FC Nancy                 | 2 - 1      | Toulouse FC             | Division 1 (D1) |
| Division 1 (D1) | FC Metz                  | 1 - 1 a.p. | SO Montpellier          | Division 1 (D1) |
| DH (D3)         | Stade béthunois FC       | 6 - 0      | CA Valenciennes         | PH (D4)         |
| Division 2 (D2) | FC Girondins de Bordeaux | 3 - 0      | FC Dieppe               | DH (D3)         |
| Division 2 (D2) | SR Colmar                | 6 - 1      | FC Rouen                | Division 2 (D2) |
| DH (D3)         | FC Gueugnon              | 4 - 1      | ES Versailles           |                 |
| Division 2 (D2) | RC Lens                  | 2 - 0      | AS Bayeux               | PH (D4)         |
| Division 1 (D1) | Lille OSC                | 6 - 0      | Olympique Saint-Quentin | DH (D3)         |
| Matches rejoués |                          |            |                         |                 |
| Division 2 (D2) | Angers SCO               | 3 - 2      | Olympique de Marseille  | Division 1 (D1) |
| Division 1 (D1) | Stade de Reims           | 3 - 0      | Le Havre AC             | Division 2 (D2) |
| Division 1 (D1) | FC Metz                  | 4 - 0      | SO Montpellier          | Division 1 (D1) |

### Huitièmes de finale
| Division        | Club                     | Score | Club                 | Division        |
| --------------- | ------------------------ | ----- | -------------------- | --------------- |
| Division 1 (D1) | Lille OSC                | 3 - 1 | Angers SCO           | Division 2 (D2) |
| Division 1 (D1) | RC Paris                 | 1 - 0 | OGC Nice             | Division 2 (D2) |
| Division 1 (D1) | FC Nancy                 | 2 - 1 | AS Troyes-Savinienne | Division 2 (D2) |
| Division 1 (D1) | FC Sochaux-Montbéliard   | 2 - 1 | Stade de Reims       | Division 1 (D1) |
| Division 2 (D2) | RC Lens                  | 3 - 2 | Stade rennais UC     | Division 1 (D1) |
| Division 1 (D1) | Stade français FC        | 4 - 0 | Stade béthunois      | DH (D3)         |
| Division 2 (D2) | SR Colmar                | 3 - 0 | FC Gueugnon          | DH (D3)         |
| Division 2 (D2) | FC Girondins de Bordeaux | 2 - 0 | FC Metz              | Division 1 (D1) |

### Quarts de finale
| Division        | Club      | Score      | Club                     | Division        |
| --------------- | --------- | ---------- | ------------------------ | --------------- |
| Division 1 (D1) | Lille OSC | 3 - 3 a.p. | RC Paris                 | Division 1 (D1) |
| Division 1 (D1) | FC Nancy  | 4 - 1      | FC Sochaux-Montbéliard   | Division 1 (D1) |
| Division 2 (D2) | RC Lens   | 2 - 1      | Stade français FC        | Division 1 (D1) |
| Division 2 (D2) | SR Colmar | 1 - 0      | FC Girondins de Bordeaux | Division 2 (D2) |
| Match rejoué    |           |            |                          |                 |
| Division 1 (D1) | Lille OSC | 2 - 1      | RC Paris                 | Division 1 (D1) |

### Demi-finales
| Division        | Club      | Score | Club      | Division        |
| --------------- | --------- | ----- | --------- | --------------- |
| Division 1 (D1) | Lille OSC | 2 - 1 | FC Nancy  | Division 1 (D1) |
| Division 2 (D2) | RC Lens   | 5 - 1 | SR Colmar | Division 2 (D2) |

### Finale
| Entraîneur : |
| André Cheuva |

| Entraîneur :  |
| Nicolas Hibst |

| Entraîneur : |
| André Cheuva |

| Entraîneur :  |
| Nicolas Hibst |

### Cinquième tour
Seuls sont indiqués dans cet article les résultats des clubs professionnels au 5e tour.
| Division        | Club                      | Score      | Club                  | Division        |
| --------------- | ------------------------- | ---------- | --------------------- | --------------- |
| DH (D3)         | CS Le Thillot             | 5 - 1      | RCFC Besançon         | Division 2 (D2) |
|                 | ES La Ciotat              | 2 - 1 a.p. | AS Avignon            | Division 2 (D2) |
|                 | VS Chartres               | 0 - 4      | CA Paris              | Division 2 (D2) |
|                 | CO Castelnaudary          | 2 - 4      | FC Sète               | Division 1 (D1) |
|                 | US Tourcoing              | 1 - 4      | Amiens AC             | Division 2 (D2) |
| Division 2 (D2) | SA Douai                  | 4 - 1      | SC Aniche             |                 |
|                 | Saint-Aubin ou Deville    | 1 - 5      | FC Rouen              | Division 2 (D2) |
|                 | Stade lamballais          | 1 - 3      | Stade rennais UC      | Division 1 (D1) |
|                 | FC Lorient                | 1 - 3      | RC Paris              | Division 1 (D1) |
| Division 1 (D1) | SO Montpellier            | 5 - 1      | Saint-Tropez          |                 |
| Division 2 (D2) | AS Béziers                | 2 - 0      | JO Bourrassol         |                 |
| Division 2 (D2) | Nîmes Olympique           | 2 - 1 a.p. | Hyères FC             | DH (D3)         |
| Division 1 (D1) | FC Nancy                  | 3 - 0      | CS Blénod             |                 |
| Division 1 (D1) | Toulouse FC               | 5 - 1      | Stade montois         |                 |
| Division 1 (D1) | RC Paris                  | 13 - 0     | US Quevilly           |                 |
|                 | AS Brignoles              | 1 - 2 a.p. | SO Montpellier        | Division 1 (D1) |
| Division 1 (D1) | FC Sète                   | 6 - 0      | CO Perpignan          |                 |
| Division 1 (D1) | Olympique alésien         | 4 - 0      | AS Monaco             |                 |
| PH (D4)         | FC Villefranche-sur-Saône | 0 - 4      | AS Saint-Étienne      | Division 1 (D1) |
| DH (D3)         | CO Saint-Chamond          | 3 - 1      | Lyon OU               | Division 2 (D2) |
| DH (D3)         | ES Castres                | 5 - 4 a.p. | AS Béziers            | Division 2 (D2) |
| Division 2 (D2) | Amiens AC                 | 3 - 2      | Ruch Carvin           | DH (D3)         |
| DH (D3)         | Hesdin                    | 2 - 4      | SA Douai              | Division 2 (D2) |
| Division 2 (D2) | RC Lens                   | 8 - 2      | US Bruay-la-Buissière | DH (D3)         |
| DH (D3)         | ES Pure-Messempré         | 1 - 5      | AS Troyes-Savinienne  | Division 2 (D2) |
| Division 2 (D2) | FC Nantes                 | 9 - 0      | SC Poitiers           | DH (D3)         |
| Division 2 (D2) | CA Paris                  | 4 - 0      | Stade briochin        | DH (D3)         |
| Division 2 (D2) | SR Colmar                 | 4 - 0      | CA Pontarlier         |                 |
| Division 1 (D1) | FC Rouen                  | 5 - 0      | Deville               |                 |

### Trente-deuxièmes de finale
| Division                    | Club                       | Score      | Club                  | Division        |
| --------------------------- | -------------------------- | ---------- | --------------------- | --------------- |
| Division 1 (D1)             | SO Montpellier             | 2 - 1      | RC Strasbourg         | Division 1 (D1) |
| Division 2 (D2)             | Angers SCO                 | 2 - 1      | CO Roche-la-Molière   | DH (D3)         |
| Division 1 (D1)             | RC Paris                   | 7 - 2      | ES Castres            | DH (D3)         |
| Division 1 (D1)             | Stade français             | 1 - 1 a.p. | FC Nantes             | Division 2 (D2) |
| DH (D3)                     | Stade quimpérois           | 5 - 1 a.p. | UF Barbezieux         | PH (D4)         |
| Division 1 (D1)             | Stade de Reims             | 1 - 0      | US Le Mans            | Division 2 (D2) |
| Division 1 (D1)             | Stade rennais UC           | 1 - 1 a.p. | CO Roubaix-Tourcoing  | Division 1 (D1) |
| Division 2 (D2)             | FC Rouen                   | 6 - 1      | SO Mazamet            | DH (D3)         |
| DH (D3)                     | CO Saint-Chamond           | 5 - 0      | SO Merlebach          | DH (D3)         |
| Division 1 (D1)             | FC Sochaux-Montbéliard     | 1 - 1 a.p. | Red Star OA           | Division 1 (D1) |
| DH (D3)                     | CS Le Thillot              | 5 - 1      | CSC Hirson            | PH (D4)         |
| Division 1 (D1)             | Toulouse FC                | 1 - 0      | Paris UC              | DH (D3)         |
| Division 2 (D2)             | AS Troyes-Savinienne       | 1 - 0      | ES Thaon-les-Vosges   | DH (D3)         |
| PH (D4)                     | CA Valenciennes            | 2 - 1 a.p. | ES Juvisy-sur-Orge    | DH (D3)         |
|                             | ES Versailles              | 7 - 2      | GC Angoulême          |                 |
| Division 2 (D2)             | CA Paris                   | 2 - 1      | CS Alençon            | PH (D4)         |
| Division 2 (D2)             | Nîmes Olympique            | 6 - 1      | SC Orange             | DH (D3)         |
| Division 2 (D2)             | OGC Nice                   | 1 - 1 a.p. | Olympique alésien     | Division 1 (D1) |
| PH (D4)                     | AS Bayeux                  | 4 - 0      | ES Audenge            | DH (D3)         |
| DH (D3)                     | Stade béthunois            | 3 - 1 a.p. | ES Bully-les-Mines    | DH (D3)         |
| Division 2 (D2)             | FC Girondins de Bordeaux   | 4 - 0      | Stade bordelais       | DH (D3)         |
| Division 1 (D1)             | AS Cannes-Grasse           | 3 - 0      | SO Cholet             | DH (D3)         |
| DH (D3)                     | FC Dieppe                  | 3 - 1      | SC Choisy-le-Roi      | PH (D4)         |
| DH (D3)                     | FC Gueugnon                | 4 - 3 a.p. | AS Aix-en-Provence    | DH (D3)         |
| Division 2 (D2)             | Le Havre AC                | 1 - 0      | US Valenciennes-Anzin | Division 2 (D2) |
| Division 1 (D1)             | FC Nancy                   | 2 - 1      | AS des Charentes      | Division 2 (D2) |
| Division 1 (D1)             | FC Metz                    | 1 - 1 a.p. | SA Douai              | Division 2 (D2) |
| Division 1 (D1)             | Olympique de Marseille     | 5 - 2      | FC Sète               | Division 1 (D1) |
| Division 1 (D1)             | Lille OSC                  | 7 - 0      | EDS Montluçon         | DH (D3)         |
| Division 2 (D2)             | RC Lens                    | 3 - 0      | AS Saint-Étienne      | Division 1 (D1) |
| Division 2 (D2)             | SR Colmar                  | 1 - 0      | Amiens AC             | Division 2 (D2) |
| DH (D3)                     | Olympique de Saint-Quentin | 6 - 1      | US Melun              |                 |
| Matches rejoués             |                            |            |                       |                 |
| Division 1 (D1)             | Stade français FC          | 1 - 0      | FC Nantes             | Division 2 (D2) |
| Division 1 (D1)             | Stade rennais UC           | 2 - 2 a.p. | CO Roubaix-Tourcoing  | Division 1 (D1) |
| Division 1 (D1)             | FC Sochaux-Montbéliard     | 3 - 0      | Red Star OA           | Division 1 (D1) |
| Division 2 (D2)             | OGC Nice                   | 0 - 0 a.p. | Olympique alésien     | Division 1 (D1) |
| Division 1 (D1)             | FC Metz                    | 3 - 0      | SA Douai              | Division 2 (D2) |
| Matches rejoués une 3e fois |                            |            |                       |                 |
| Division 1 (D1)             | Stade rennais UC           | 3 - 0      | CO Roubaix-Tourcoing  | Division 1 (D1) |
| Division 2 (D2)             | OGC Nice                   | 5 - 1      | Olympique alésien     | Division 1 (D1) |

### Seizièmes de finale
| Division        | Club                     | Score      | Club                    | Division        |
| --------------- | ------------------------ | ---------- | ----------------------- | --------------- |
| Division 2 (D2) | Angers SCO               | 3 - 3 a.p. | Olympique de Marseille  | Division 1 (D1) |
| Division 2 (D2) | AS Troyes-Savinienne     | 3 - 1      | CO Saint-Chamond        | DH (D3)         |
| Division 1 (D1) | FC Sochaux-Montbéliard   | 6 - 1      | CS Le Thillot           | DH (D3)         |
| Division 1 (D1) | Stade rennais UC         | 4 - 2      | Nîmes Olympique         | Division 2 (D2) |
| Division 1 (D1) | Stade de Reims           | 2 - 2 a.p. | Le Havre AC             | Division 2 (D2) |
| Division 1 (D1) | Stade français FC        | 4 - 0      | CA Paris                | Division 2 (D2) |
| Division 1 (D1) | RC Paris                 | 4 - 3      | AS Cannes-Grasse        | Division 1 (D1) |
| Division 2 (D2) | OGC Nice                 | 4 - 2      | Stade quimpérois        | DH (D3)         |
| Division 1 (D1) | FC Nancy                 | 2 - 1      | Toulouse FC             | Division 1 (D1) |
| Division 1 (D1) | FC Metz                  | 1 - 1 a.p. | SO Montpellier          | Division 1 (D1) |
| DH (D3)         | Stade béthunois FC       | 6 - 0      | CA Valenciennes         | PH (D4)         |
| Division 2 (D2) | FC Girondins de Bordeaux | 3 - 0      | FC Dieppe               | DH (D3)         |
| Division 2 (D2) | SR Colmar                | 6 - 1      | FC Rouen                | Division 2 (D2) |
| DH (D3)         | FC Gueugnon              | 4 - 1      | ES Versailles           |                 |
| Division 2 (D2) | RC Lens                  | 2 - 0      | AS Bayeux               | PH (D4)         |
| Division 1 (D1) | Lille OSC                | 6 - 0      | Olympique Saint-Quentin | DH (D3)         |
| Matches rejoués |                          |            |                         |                 |
| Division 2 (D2) | Angers SCO               | 3 - 2      | Olympique de Marseille  | Division 1 (D1) |
| Division 1 (D1) | Stade de Reims           | 3 - 0      | Le Havre AC             | Division 2 (D2) |
| Division 1 (D1) | FC Metz                  | 4 - 0      | SO Montpellier          | Division 1 (D1) |

### Huitièmes de finale
| Division        | Club                     | Score | Club                 | Division        |
| --------------- | ------------------------ | ----- | -------------------- | --------------- |
| Division 1 (D1) | Lille OSC                | 3 - 1 | Angers SCO           | Division 2 (D2) |
| Division 1 (D1) | RC Paris                 | 1 - 0 | OGC Nice             | Division 2 (D2) |
| Division 1 (D1) | FC Nancy                 | 2 - 1 | AS Troyes-Savinienne | Division 2 (D2) |
| Division 1 (D1) | FC Sochaux-Montbéliard   | 2 - 1 | Stade de Reims       | Division 1 (D1) |
| Division 2 (D2) | RC Lens                  | 3 - 2 | Stade rennais UC     | Division 1 (D1) |
| Division 1 (D1) | Stade français FC        | 4 - 0 | Stade béthunois      | DH (D3)         |
| Division 2 (D2) | SR Colmar                | 3 - 0 | FC Gueugnon          | DH (D3)         |
| Division 2 (D2) | FC Girondins de Bordeaux | 2 - 0 | FC Metz              | Division 1 (D1) |

### Quarts de finale
| Division        | Club      | Score      | Club                     | Division        |
| --------------- | --------- | ---------- | ------------------------ | --------------- |
| Division 1 (D1) | Lille OSC | 3 - 3 a.p. | RC Paris                 | Division 1 (D1) |
| Division 1 (D1) | FC Nancy  | 4 - 1      | FC Sochaux-Montbéliard   | Division 1 (D1) |
| Division 2 (D2) | RC Lens   | 2 - 1      | Stade français FC        | Division 1 (D1) |
| Division 2 (D2) | SR Colmar | 1 - 0      | FC Girondins de Bordeaux | Division 2 (D2) |
| Match rejoué    |           |            |                          |                 |
| Division 1 (D1) | Lille OSC | 2 - 1      | RC Paris                 | Division 1 (D1) |

### Demi-finales
| Division        | Club      | Score | Club      | Division        |
| --------------- | --------- | ----- | --------- | --------------- |
| Division 1 (D1) | Lille OSC | 2 - 1 | FC Nancy  | Division 1 (D1) |
| Division 2 (D2) | RC Lens   | 5 - 1 | SR Colmar | Division 2 (D2) |

### Finale
| Entraîneur : |
| André Cheuva |

| Entraîneur :  |
| Nicolas Hibst |

| Entraîneur : |
| André Cheuva |

| Entraîneur :  |
| Nicolas Hibst |

## Synthèse

### Localisation des clubs engagés
| \| SO Montpellier Angers SCO Stade quimpérois Stade de Reims Stade rennais UC FC Rouen CO Saint-Chamond FC Sochaux-Montbéliard CS Le Thillot Toulouse FC AS Troyes-Savinienne ES Versailles Nîmes Olympique OGC Nice AS Bayeux FC Girondins de Bordeaux AS Cannes-Grasse FC Dieppe FC Gueugnon Le Havre AC FC Nancy FC Metz Olympique de Marseille SR Colmar Olympique de Saint-Quentin RC Strasbourg CO Roche-la-Molière ES Castres FC Nantes UF Barbezieux US Le Mans SO Mazamet SO Merlebach CSC Hirson ES Thaon-les-Vosges ES Juvisy-sur-Orge GC Angoulême CS Alençon SC Orange Olympique alésien ES Audenge Stade bordelais SO Cholet AS Aix-en-Provence AS des Charentes FC Sète EDS Montluçon AS Saint-Étienne Amiens AC US Melun SC Choisy-le-Roi \| Localisation des clubs engagés 1/32 de finale de Coupe de France |
| SO Montpellier Angers SCO Stade quimpérois Stade de Reims Stade rennais UC FC Rouen CO Saint-Chamond FC Sochaux-Montbéliard CS Le Thillot Toulouse FC AS Troyes-Savinienne ES Versailles Nîmes Olympique OGC Nice AS Bayeux FC Girondins de Bordeaux AS Cannes-Grasse FC Dieppe FC Gueugnon Le Havre AC FC Nancy FC Metz Olympique de Marseille SR Colmar Olympique de Saint-Quentin RC Strasbourg CO Roche-la-Molière ES Castres FC Nantes UF Barbezieux US Le Mans SO Mazamet SO Merlebach CSC Hirson ES Thaon-les-Vosges ES Juvisy-sur-Orge GC Angoulême CS Alençon SC Orange Olympique alésien ES Audenge Stade bordelais SO Cholet AS Aix-en-Provence AS des Charentes FC Sète EDS Montluçon AS Saint-Étienne Amiens AC US Melun SC Choisy-le-Roi                                                                        |

| \| Stade français FC Red Star OA Paris UC CA Paris RC Paris \| Localisation des clubs de la région parisienne engagés 1/32 de finale de Coupe de France |
| Stade français FC Red Star OA Paris UC CA Paris RC Paris                                                                                                |

| Stade français FC Red Star OA Paris UC CA Paris RC Paris |

| \| SA Douai US Valenciennes-Anzin ES Bully-les-Mines CO Roubaix-Tourcoing Lille OSC RC Lens Stade béthunois CA Valenciennes \| Localisation des clubs du Nord de la France engagés 1/32 de finale de Coupe de France |
| SA Douai US Valenciennes-Anzin ES Bully-les-Mines CO Roubaix-Tourcoing Lille OSC RC Lens Stade béthunois CA Valenciennes                                                                                             |

| SA Douai US Valenciennes-Anzin ES Bully-les-Mines CO Roubaix-Tourcoing Lille OSC RC Lens Stade béthunois CA Valenciennes |

### Équipes par division et par tour
| Divisions / Manches | 1/32e de f. | 1/16e de f. | 1/8e de f. | 1/4 de f. | 1/2 f. | Finale | Vainqueur |
| ------------------- | ----------- | ----------- | ---------- | --------- | ------ | ------ | --------- |
| Division 1          | 18          | 12          | 8          | 5         | 2      | 1      | 1         |
| Division 2          | 16          | 10          | 5          | 3         | 2      | 1      | -         |
| DH                  | 21          | 7           | 3          | -         | -      | -      | -         |
| < DH                | 9           | 3           | -          | -         | -      | -      | -         |
| Total               | 64          | 32          | 16         | 8         | 4      | 2      | 1         |

### Ligues représentées par tour
| Ligues / Manches | 1/32e de f. | 1/16e de f. | 1/8e de f. | 1/4 de f. | 1/2 f. | Finale | Vainqueur |
| ---------------- | ----------- | ----------- | ---------- | --------- | ------ | ------ | --------- |
| Nord             | 9           |             |            | 2         | 2      | 2      | 1         |
| Nord-Est         | 4           |             |            | -         | -      | -      | -         |
| Lorraine         | 5           |             |            | 1         | 1      | -      | -         |
| Alsace           | 2           |             |            | 1         | 1      | -      | -         |
| Bourgogne        | 1           |             |            | -         | -      | -      | -         |
| Franche-Comté    | 1           |             |            | 1         | -      | -      | -         |
| Auvergne         | 1           |             |            | -         | -      | -      | -         |
| Lyonnais         | 3           |             |            | -         | -      | -      | -         |
| Sud-Est          | 9           |             |            | -         | -      | -      | -         |
| Corse            | 0           |             |            | -         | -      | -      | -         |
| Midi             | 3           |             |            | -         | -      | -      | -         |
| Sud-Ouest        | 3           |             |            | 1         | -      | -      | -         |
| Centre-Ouest     | 3           |             |            | -         | -      | -      | -         |
| Centre           | 0           |             |            | -         | -      | -      | -         |
| Ouest            | 6           |             |            | -         | -      | -      | -         |
| Normandie        | 5           |             |            | -         | -      | -      | -         |
| Paris            | 9           |             |            | 2         | -      | -      | -         |
| Total            | 64          |             |            | 8         | 4      | 2      | 1         |

### Parcours des clubs professionnels
| Clubs                  | Parcours précédent | Parcours en 1947-1948 |
| ---------------------- | ------------------ | --------------------- |
| Olympique de Marseille | 1/8 de finale      | 1/16 de finale        |
| Lille OSC              | Vainqueur          | Vainqueur             |
| Stade de Reims         | 1/4 de finale      | 1/8 de finale         |
| AS Saint-Étienne       | 1/16 de finale     | 1/32 de finale        |
| Stade français         | 1/4 de finale      | 1/4 de finale         |
| RC Strasbourg          | Finaliste          | 1/32 de finale        |
| RC Paris               | 1/32 de finale     | 1/4 de finale         |
| CO Roubaix-Tourcoing   | 1/8 de finale      | 1/32 de finale        |
| FC Sochaux-Montbéliard | 1/8 de finale      | 1/4 de finale         |
| Stade rennais UC       | 1/32 de finale     | 1/8 de finale         |
| FC Metz                | 1/4 de finale      | 1/8 de finale         |
| FC Nancy               | 1/16 de finale     | 1/2 finales           |
| Toulouse FC            | 1/16 de finale     | 1/16 de finale        |
| AS Cannes-Grasse       | 1/8 de finale      | 1/16 de finale        |
| SO Montpellier         | 1/32 de finale     | 1/16 de finale        |
| FC Sète                | 1/32 de finale     | 1/32 de finale        |
| Olympique alésien      | 1/16 de finale     | 1/32 de finale        |
| Red Star OA            | 1/8 de finale      | 1/32 de finale        |

| Clubs                    | Parcours précédent | Parcours en 1947-1948 |
| ------------------------ | ------------------ | --------------------- |
| OGC Nice                 | 1/32 de finale     | 1/8 de finale         |
| SR Colmar                | 1/16 de finale     | 1/2 finales           |
| Le Havre AC              | 1/4 de finale      | 1/16 de finale        |
| FC Rouen                 | 1/32 de finale     | 1/16 de finale        |
| FC Girondins de Bordeaux | 1/2 finales        | 1/4 de finale         |
| Lyon OU                  | 1/16 de finale     | TP                    |
| Angers SCO               | 1/8 de finale      | 1/8 de finale         |
| RC Lens                  | 1/16 de finale     | Finaliste             |
| Amiens AC                | 1/32 de finale     | 1/32 de finale        |
| US Valenciennes-Anzin    | 1/8 de finale      | 1/32 de finale        |
| FC Nantes                | 1/16 de finale     | 1/32 de finale        |
| RCFC Besançon            | 1/32 de finale     | 4e tour               |
| Nîmes Olympique          | 1/16 de finale     | 1/16 de finale        |
| SA Douai                 | 1/32 de finale     | 1/32 de finale        |
| AS des Charentes         | 1/2 finales        | 1/32 de finale        |
| AS Béziers               | TP                 | TP                    |
| AS Troyes-Savinienne     | 1/16 de finale     | 1/8 de finale         |
| US Le Mans               | 1/8 de finale      | 1/32 de finale        |
| CA Paris                 | TP                 | 1/16 de finale        |
| AS Avignon               | 1/32 de finale     | 4e tour               |